# هيلاري رودا
هيلاري هوليس رودا  (بالإنجليزية: Hilary Rhoda)‏ (مواليد 6 أبريل 1987) عارضة أزياء أمريكية، ربما تشتهر بعملها مع العلامة التجارية إستي لودر ومظاهرها 2009 و 2010 و 2011 في إصدار مجلة الرياضة المصورة لملابس السباحة .

## روابط خارجية
- هيلاري رودا على موقع IMDb (الإنجليزية)
- هيلاري رودا على موقع قاعدة بيانات الفيلم (الإنجليزية)
- هيلاري رودا على موقع دليل عارضات الأزياء (الإنجليزية)